# الجمهورية (صحيفة يمنية)
صحيفة الجمهورية هي صحيفة يمنية رسمية، سياسية ثقافية جامعة، تأسست في 1962 بعد قيام ثورة 26 سبتمبر اليمنية.